# 馬氏棘鮗
馬氏棘鮗為輻鰭魚綱鱸形目鱸亞目七夕魚科的其中一種，分布於西南太平洋區的紐西蘭海域，棲息深度可達17公尺，棲息在潮間帶的岩石區，屬肉食性，雄魚有護卵的行為。

## 擴展閱讀
維基物種上的相關：馬氏棘鮗